# Losos obecný
Losos obecný či losos atlantský (Salmo salar Linné, 1758) je dravá tažná ryba z čeledi lososovitých, která žije většinu života v moři. Dospělí jedinci během života migrují proti proudu řek hluboko do vnitrozemí kontinentů, aby v rodných řekách vyvedli další generaci. Mladí lososi tráví v horních tocích řek začátek života, než se vydají zpět do moře, aby zde dospěli a vydali se zpět do rodných řek.
I když se jedná o rybu, která většinu života tráví ve slané vodě, je losos schopný dlouhodobě či celoživotně žít ve sladké vodě, aniž by strádal.

## Popis

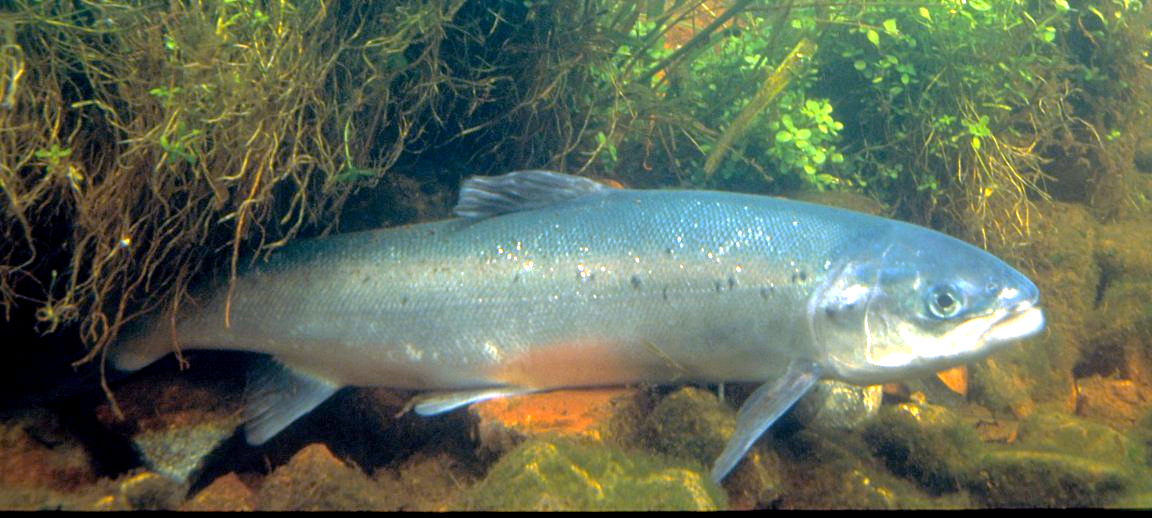
Pohled na živého lososa

Losos obecný obvykle dorůstá 70 až 90 cm, ale byli pozorování i jedinci, kteří dosahovali délky 150 cm u samce a 120 cm u samice. Většinou se dožívá 13 let. V prvním roce života losos dosahuje délky přibližně 50 cm, v následujícím roce 70 až 90 cm, ve třetím roce života již 90 až 105 cm. Průměrná hmotnost ve třetím roce života se pohybuje okolo 8 až 13 kg s maximální zaznamenanou hmotností samce 46,8 kg. Velikost lososa je závislá na populaci, ve které se narodil, a může být značně rozmanitá. V každé populaci se současně nacházejí i morfologicky odlišní zakrnělí samci, kteří nepodnikají migrační cestu do moře. Tito jedinci byli dříve považováni za samostatný druh, ale moderní genetické testy tyto domněnky vyvrátily.
Losos má dlouhé, protáhlé tělo se štíhlým ocasním násadcem, na kterém se v přední části nachází relativně malá hlava začínající malým špičatým rypcem. Široká tlama zasahuje až za oči.
Tělo je na stranách stříbro-modře zbarveno při pobytu v moři. V době návratu do třecích oblastí jeho tělo postupně tmavne. Hřbet samců začíná být postupně hnědý, bok přechází do namodralé barvy a zespodu je červený. Tělo je pokryto drobnými šupinami, kterých je přibližně 120 až 150 v oblasti postranní čáry a 11 až 15 mezi tukovou ploutvičkou a postranní čárou.

## Výskyt

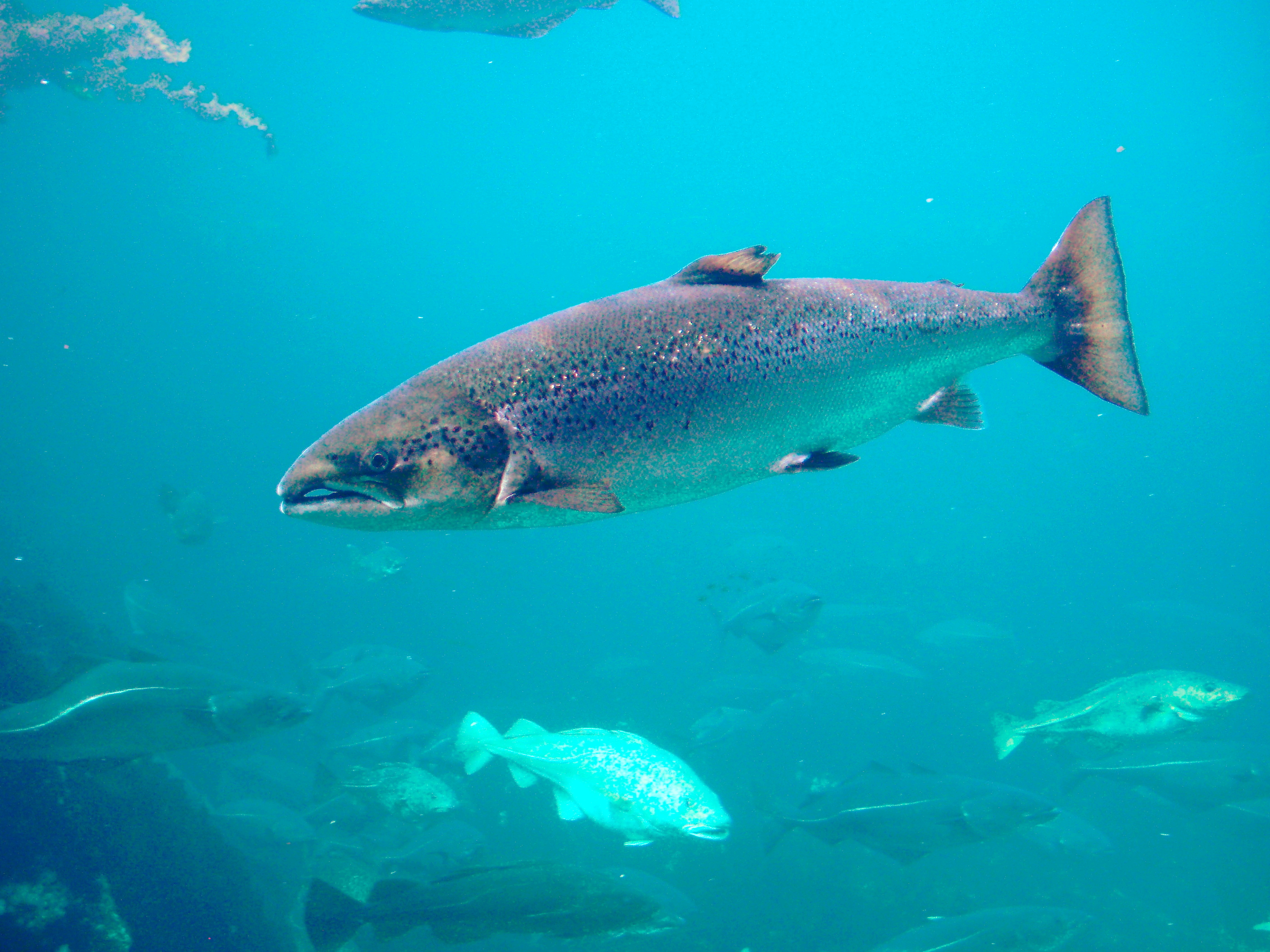
Losos v moři

### Moře
Losos obecný se vyskytuje v oblasti Atlantského oceánu od příbřežních vod až po oblast Bílého moře vymezenou 37° až 72° severní šířky a 77° západní délky až 61° východní délky. Vyhledává chladnější vody o teplotě od 2 do 9 °C a hloubce 0–210 metrů pod mořskou hladinou.
Z Atlantiku migruje do oblastí po celé Evropě od Islandu, Norska, Švédska, Finska, Dánska, Pobaltí, Polska, Německa, Francie, až po severní Portugalsko. Mimo tato evropská území obývají lososi také oblasti západního Atlantiku, ze kterých se šíří do Severní Ameriky od Quebecu v Kanadě. Vlivem člověka se losos dostal i do oblasti Velkých jezer na hranici USA a Kanady, kde se jeho populace postupně ustálila. Původně se vyskytoval v jezeře Ontario, ale vlivem nadměrného rybolovu v 19. století a poškození jeho přirozeného prostředí zde byla populace zdecimována.
Jeho populace se nacházejí současně i v Argentině. Proniká i do části Asie.

### Řeky
Dospělí lososi se vždy vracejí do řeky, ve které se narodili. Tento jev je vysvětlován schopností lososa si zapamatovat typické složení („vůni“, chemismus) řeky a na jejím základě ji pak objevit a vydat se k ní. Typickým trdlištěm lososů jsou prudce tekoucí bystřiny, ve kterých se vytírají.

### Česko

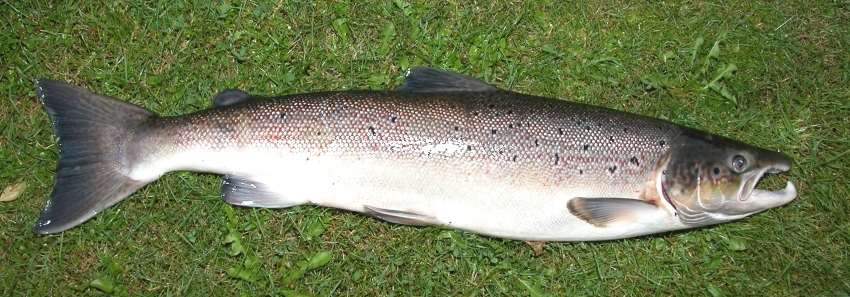
Ulovený losos

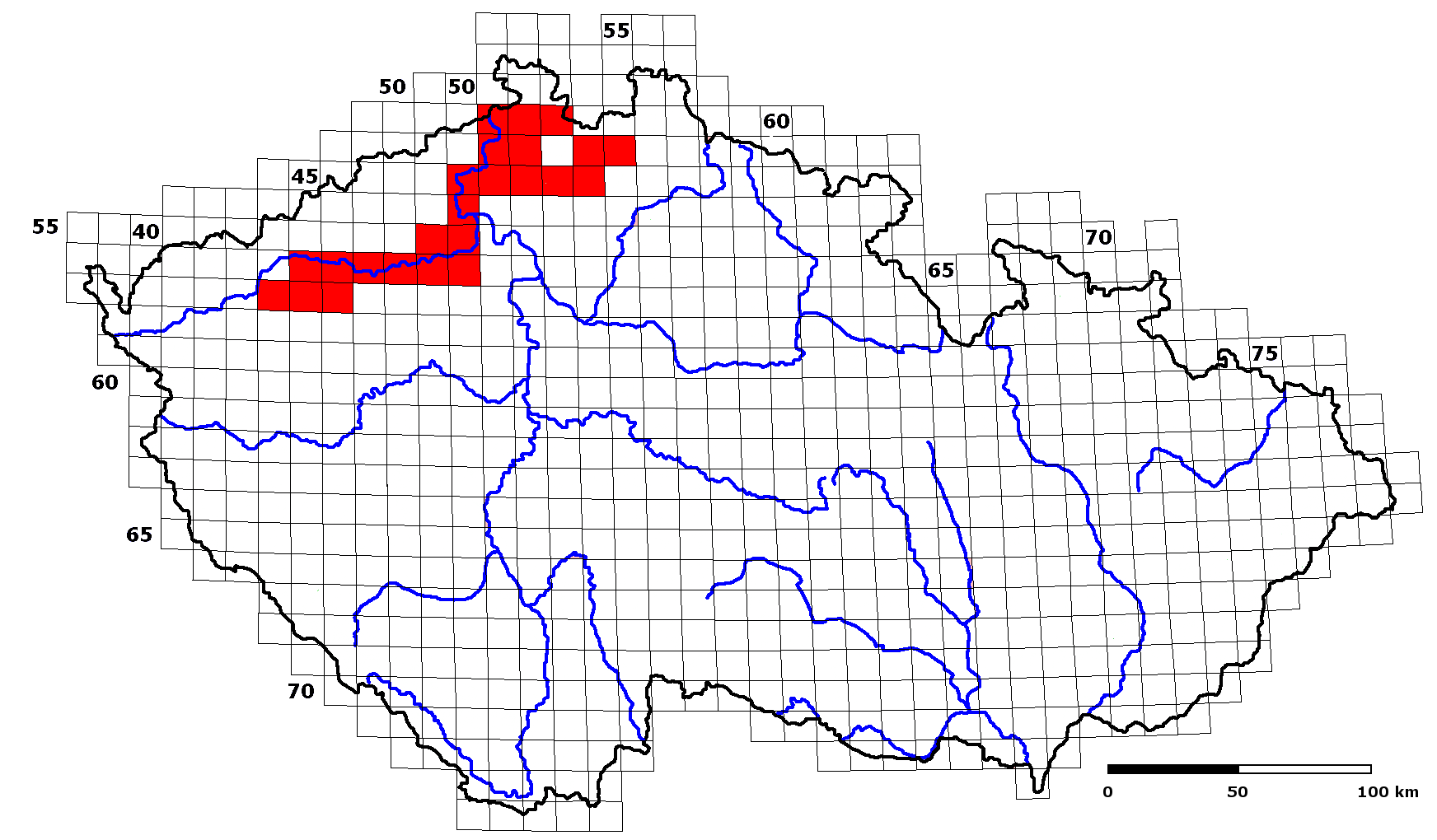
Výskyt lososa obecného na území ČR k roku 2006

V Čechách se historicky lososi (označováni jako fialkoví lososi) objevovali v oblasti Litoměřice brzy z jara, v březnu a dubnu. Obvykle to byly větší ryby o hmotnosti až 15 kilogramů. Nejpočetnější hejna těch růžových lososů o váze cca 8 kilogramů připlouvala koncem května a v červnu. Koncem srpna táhli nepříliš velcí lososi označovaní jako bartolomějští. Poslední tah lososů se konal počátkem listopadu, většinou se jednalo o ryby velikosti 3–4 kilogramů. Lososi na své cestě pokračovali u Mělníka, jak do Labe, tak do Vltavy. Labem táhli dál do Tiché a Divoké Orlice, do ostatních přítoků většinou nepluli. Vltavou pokračovali lososi až do Teplé a Studené Vltavy, druhý proud pak do Otavy a jejich přítoků. Za vůbec nejstarší písemnost o lovu lososů lze považovat listinu, v níž král Přemysl Otakar I. roku 1226 potvrzuje ženskému premonstrátu jeho práva. Mezníkem v tahu lososů se stala výstavba jezů, zahájená již ve 13. století. První vltavský jez byl postaven v roce 1241. Na Labi vznikla první velká překážka výstavbou jezu v Opatovicích kolem 15. století. Vůči lososům negativní stavby pokračovaly na všech tocích, takže již v 70. letech 19. století se lososi v Čechách stávali vzácností. V této době se profesor Dr. Antonín Frič zasazoval za jejich obranu a záchranu. Frič postupně založil více než 30 lososích líhní. Nejlepší výsledky umělého chování se projevovaly na řece Kamenici. V líhních na ostatních řekách nebyly již výsledky takové. Profesor Frič uzavřel dohodu s německým rybářských spolkem o dodávkách lososích jiker do Čech až do roku 1912. A. Frič se též zasadil o výstavbu prvního rybího přechodu na terezínském jezu již roku 1885. Pak následovala výstavba dalších rybích přechodů. Podle záznamů Českého rybářského klubu v Praze bylo pod Štvanicí v roce 1922 uloveno 322 kg lososů. Rok 1927 byl poslední, kdy byl v Čechách vytřen losos. Lososi táhli řekou ještě v letech 1928, 1932 a 1933. V roce 1934 byl vybudován jez ve Střekově a ten vytvořil nepřekonatelnou bariéru tahu lososů proti proudu Labe.
Od konce 90. let dvacátého století je plůdek lososa pocházejícího ze Švédska opět uměle vysazován v severních Čechách, především do říček Kamenice, Ploučnice a do řeky Ohře, viz kapitola Obnova populace.
K roku 2008 se na území Česka jednalo o celoročně hájenou rybu, kterou je zakázáno lovit za účelem konzumace. V sezónách 2002 a 2003 se podařilo po 75 letech potvrdit úlovek lososa na území státu. Existují i nepodložené zprávy o úlovku lososa z roku 1947 v Lovosicích a v roce 1953 na Otavě. V současnosti se vzácně vyskytuje v oblasti severních Čech.

#### Obnova populace
V současnosti probíhají projekty na jeho návrat na území Česka za pomoci vysazování mladých jedinců do řek. Jedná se například o projekt Losos 2000, který vznikl v roce 1997 za spolupráce Českého rybářského svazu a Německého rybářského svazu. Projekt byl zahájen přípravou programu v roce 1994 německou stranou. Hledal se losos, který by odpovídal původní populaci žijící na Labi. Byl vybrán losos žijící na území Švédska, který byl v počtu 1,4 miliónů kusů plůdku vysazen v Německu. V návaznosti na to v roce 1997 přistoupila k projektu česká strana, kde byly využity zkušenosti z Německa.

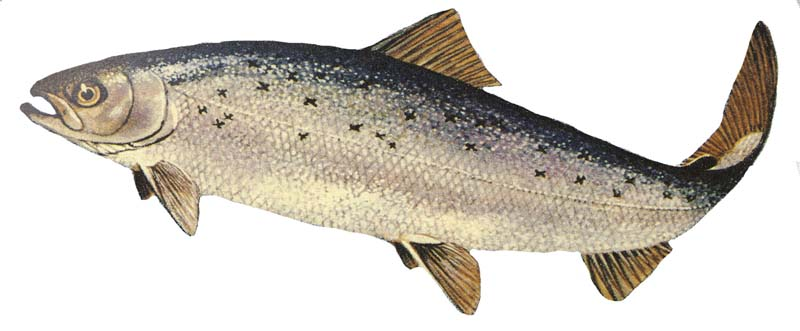
Losos obecný – kresba

První populace lososa byla vysazena v oblasti Hřenské Kamenice, Chřibské Kamenice, Ploučnice, Ještědského potoka, Zdislavského potoka, Ohře a Libovického potoka. Od roku 1997 k roku 2006 bylo celkově na území Česka vysazeno přes 1 841 500 jedinců.
Od roku 2008 probíhá projekt Návrat lososů pod patronací Správy Národního parku České Švýcarsko, zaměřený na podzimní vypouštění odrostlejších, 8 až 10 centimetrů velkých rybiček. V rámci tohoto projektu může zájemce zaslat dárcovskou SMS, kterou „adoptuje“ lososa. Ten je následně vysazen do řeky Kamenice.

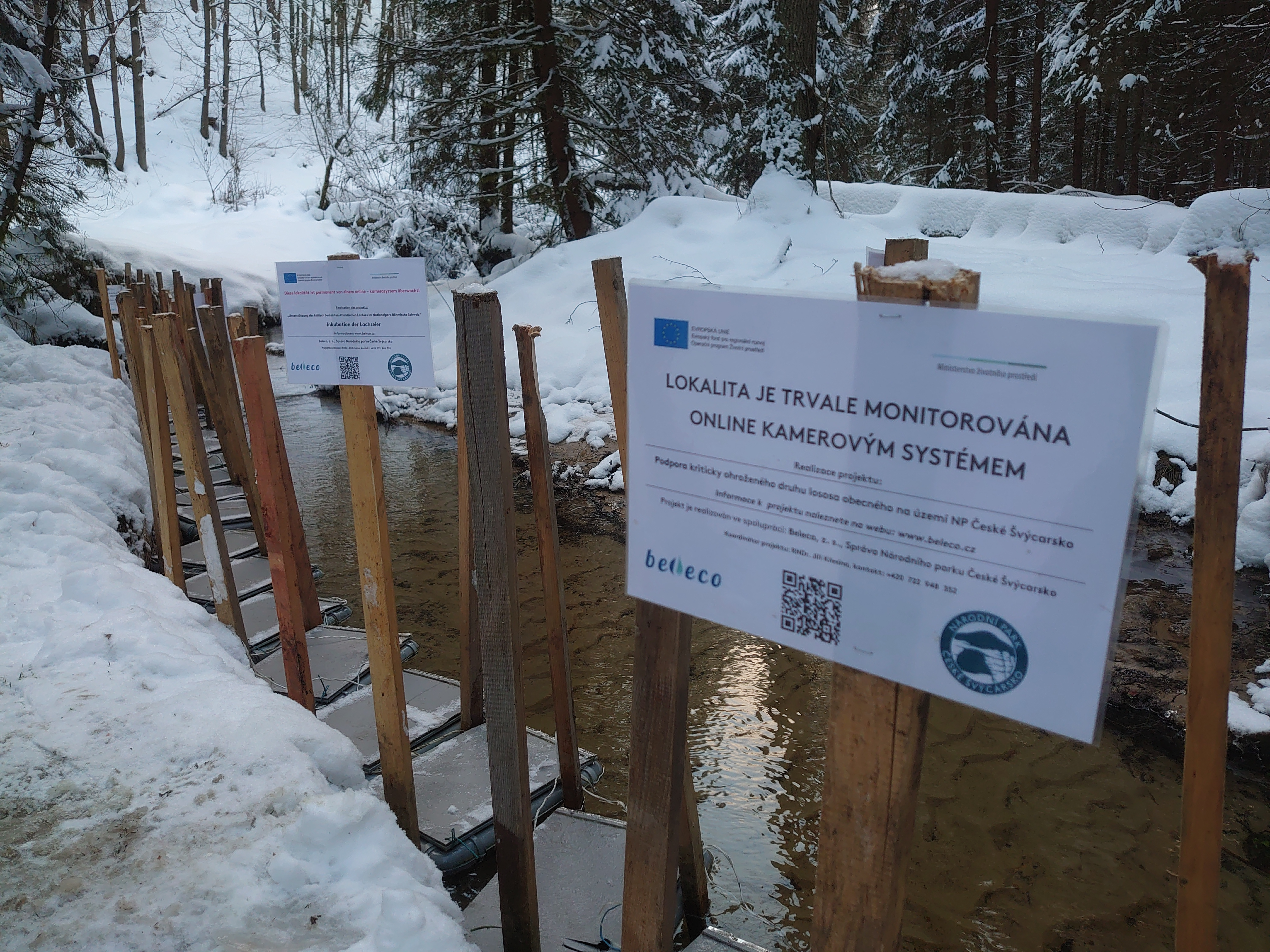
Inkubace jiker v plovoucích schránkách na Jetřichovické Bělé

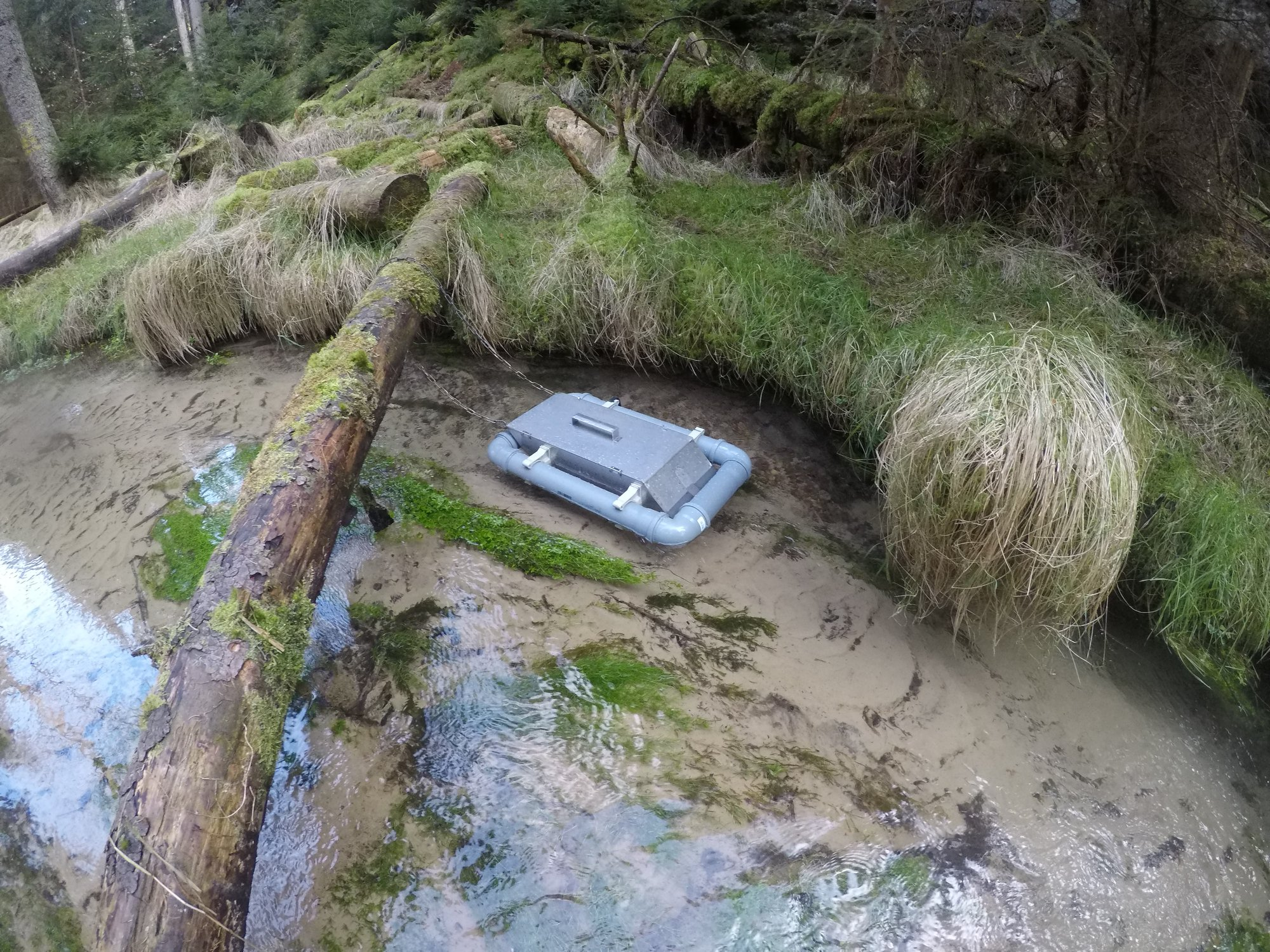
Plovoucí modifikace inkubační schránky LOSOSA Gama umístěná na řece Jetřichovické Bělé. Ve schránce se inkubují jikry lososa obecného.

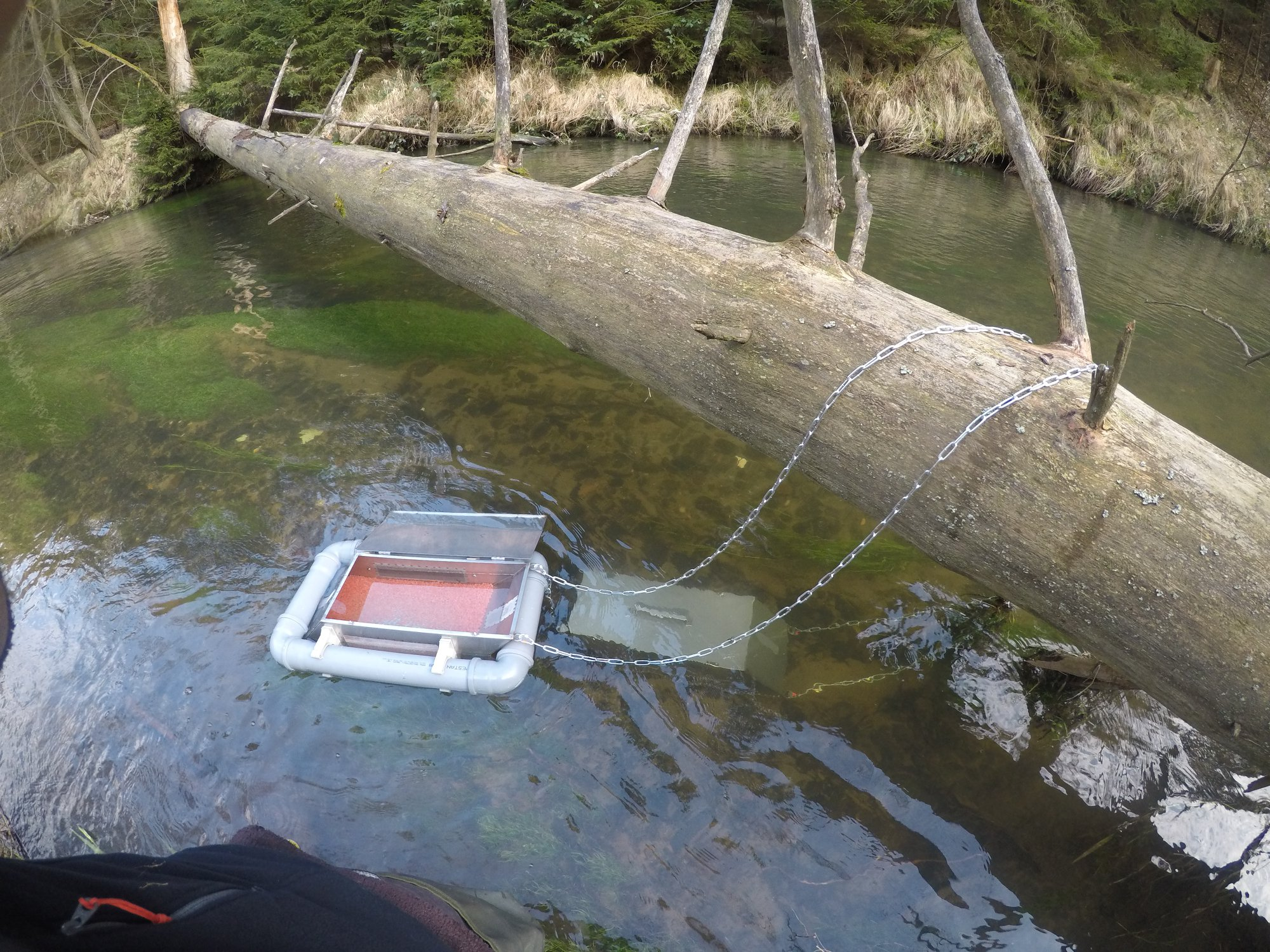
Inkubační schránky LOSOSA. Dnová modifikace DELTA a plovoucí modifikace GAMA. Schránky jsou umístěny na řece Kamenici. Ve schránkách se inkubují jikry lososa obecného.

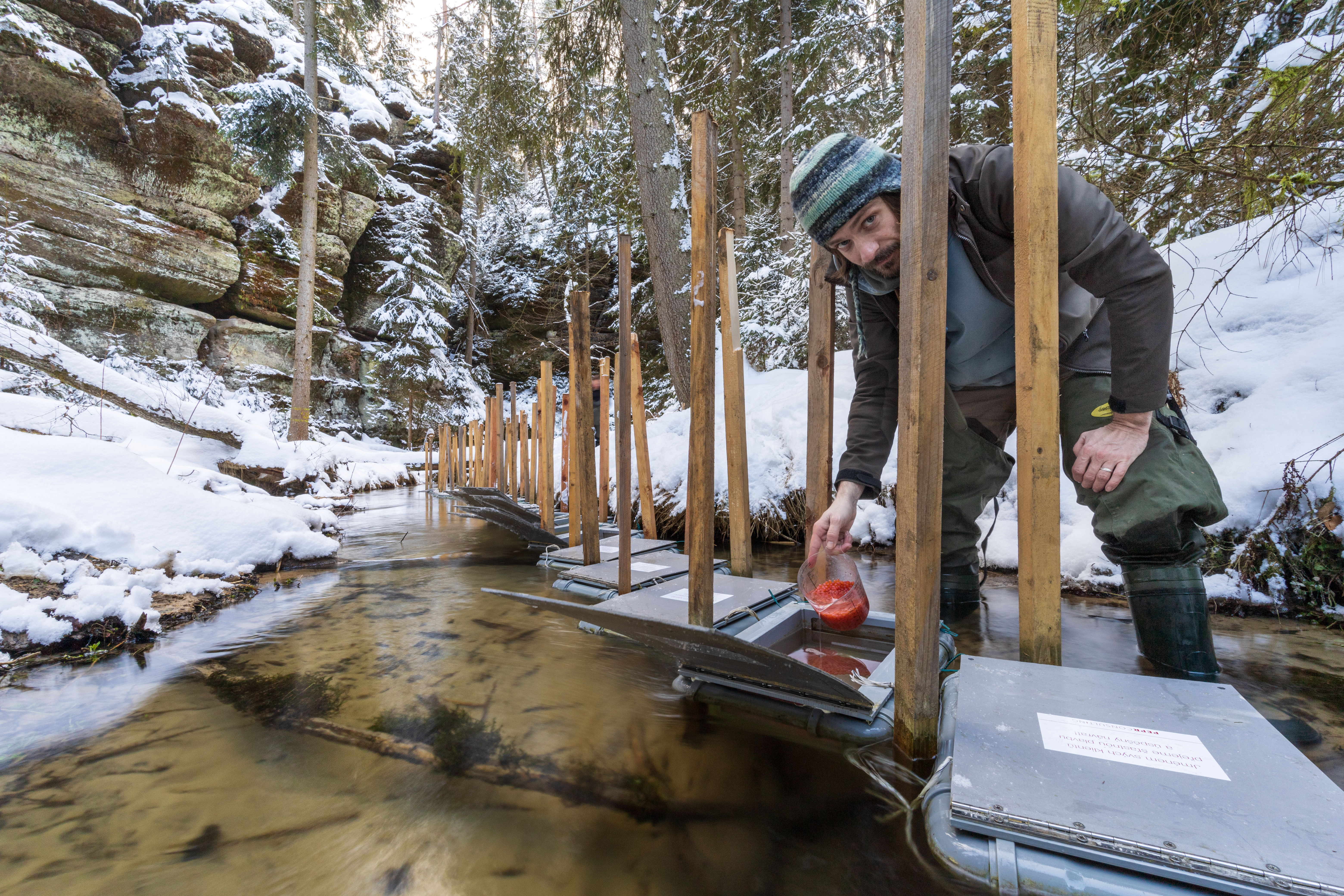
Inkubace jiker lososa obecného na Jetřichovické Bělé

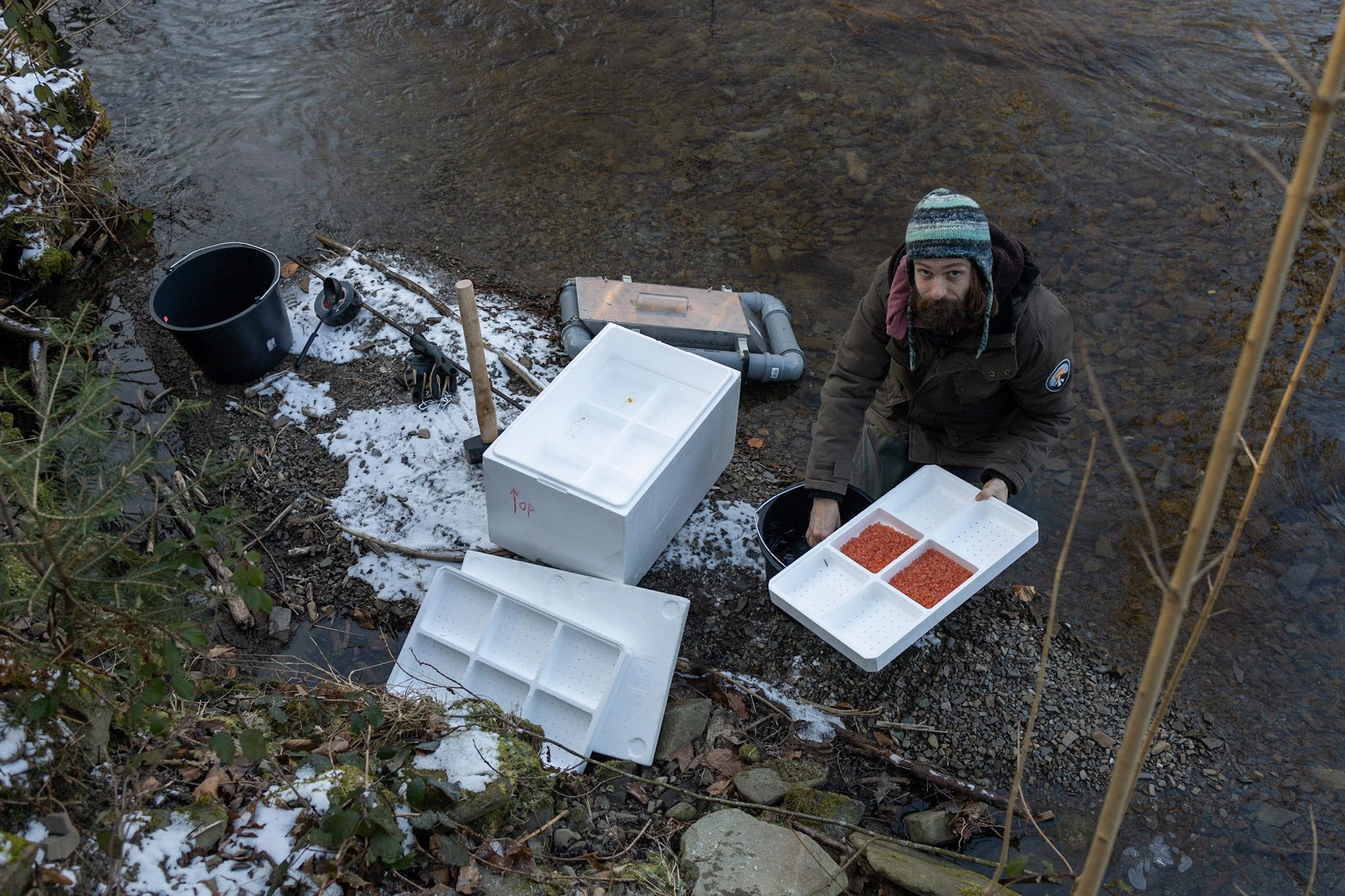
Plovoucí modifikace inkubační schránky LOSOSA Gama. Schránka je určena pro inkubaci jiker lososovitých ryb. Jedná se o průmyslový vzor vytvořený českým ichtyologem RNDr. Jiřím Křesinou.

Od roku 2018 byla zahájena repatriace losos obecného formou inkubace jiker v mateřském toku. Díky této metodě by mělo dojít u lososů k lepšímu vývinu tzv. homingu, vlastnosti, která napomáhá rybám navrátit se do míst, kde se narodily, za účelem rozmnožování. Pro uplatnění metody bylo vybráno povodí řeky Kamenice. Jednou z lokalit v povodí je Jetřichovická Bělá. Koordinátorem projektu je český ichtyolog Jiří Křesina z organizace Beleco zabývající se aplikovanou ekologií. V rámci projektu je v povodí řeky Kamenice inkubováno celkem 100.000 kusů jiker lososa obecného. Jikry jsou ve stádiu viditelných očních bodů umístěny do speciálních plovoucích inkubačních schránek. Inkubovaný plůdek je následně vypouštěn do toku v místě inkubace. Inkubace probíhá v termínu od ledna do května. Projekt bude probíhat do roku 2023 a je částečně financován z Operačního programu Životního prostředí. V rámci projektu mohou zájemci podpořit aktivitu dárcovskou výzvou Losos na divoko. V období 2019–2021 proběhl projekt na inovaci inkubačních schránek a vývoj metodiky inkubace jiker lososovitých ryb v mateřském toku. Zájmovými druhy mimo lososa obecného byli také pstruh obecný a lipan podhorní. Tento projekt byl realizován ve spolupráci organizace Beleco, z. s. s Ostravskou univerzitou. Projekt je realizován za podpory Technologické agentury ČR. Výstupem projektu je metodika na inkubaci jiker lososovitých ryb v mateřském toku certifikovaná Ministerstvem životního prostředí. Druhým výstupem je inovovaná inkubační schránka LOSOSA, jejímž autorem je ichtyolog Jiří Křesina.

## Potrava
Losos obecný je dravec, který se živí ve sladké vodě larvami hmyzu, korýši a drobnými rybkami. Během života v moři loví výhradně menší ryby, jako jsou například sledi. Čerstvě narozený plůdek se živí larvami jepic, pošvatek, chrostíků či muchniček.
Losos je schopný velmi rychle přibývat na hmotnosti, a to až rychlostí 1 kg/měsíc. To je možné díky hromadění značného množství tuku, což má za následek zbarvení lososí svaloviny do oranžovočervené barvy. Tuto barvu způsobuje přítomnost xanthofylového barviva astaxanthinu a karotenu, které se do těla lososa dostává potravinovým řetězcem, například přes korýše, díky některým druhům planktonu, jimiž je toto barvivo produkováno. Tichomořské druhy lososa obsahují v malé míře také kanthaxanthin.
Během prvních let života jsou lososi často potravou pro jiné říční predátory. Jedná se převážně o pstruhy, kteří zkonzumují až 40 % mladých lososů. Dalšími predátory, pojídajícími mladé ryby, jsou ptáci a jiné dravé ryby. Dospívající lososi v moři jsou dále konzumováni žralokem grónským, rejnoky, treskou a platýsovitými.

## Rozmnožování

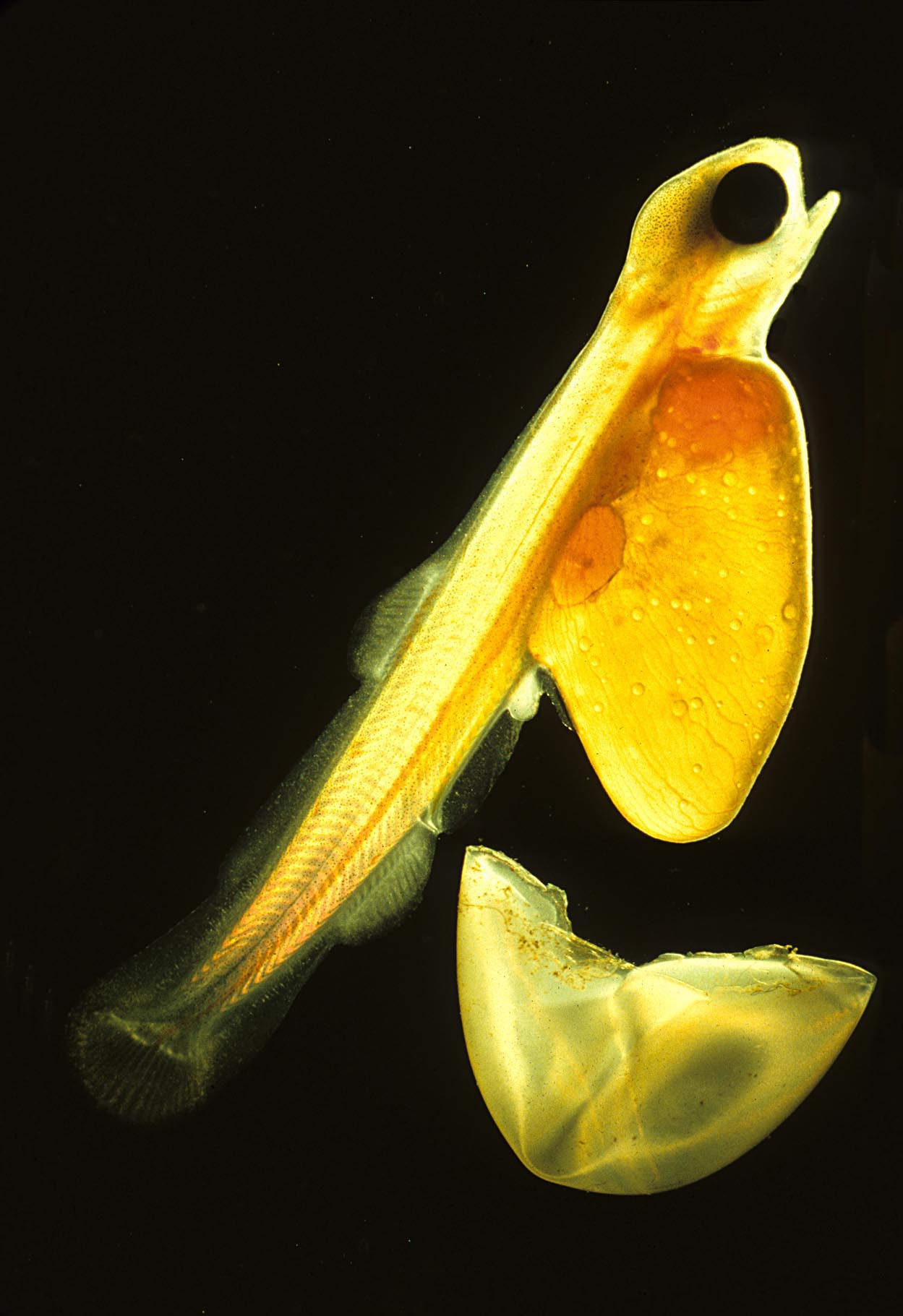
Plůdek se žloutkovým vakem

V době pohlavní dospělosti začnou lososi táhnout do oblastí rodných vod proti proudu řeky. Během tahu nepřijímají téměř žádnou potravu a žijí z nashromážděných zásob, což se projevuje na šupinách – dochází ke vzniku tzv. „třecích značek“. Na jejich základě se dá určit počet tahů, které jedinec podnikl. Když se lososi dostanou do horních toků řek do míst tření, dochází v době výtěru k fyziologickým změnám ve stavbě těla samců. Přední čelist se začne protahovat v hákovitý útvar a zvětší se přední zuby. Tento hák vzniká v závislosti na hormonální činnosti a je tvořen vazivem. Při zavřených ústech se vtlačí do prohlubně mezi pohyblivé přední kosti a díky tomu nedochází k poranění patra.
Doba rozmnožování nastává mezi říjnem až prosincem. Na začátku samice vytvoří viditelně očištěnou oblast na dně, kam klade jikry o velikosti 5 až 7 mm do rýhovitých jam. Jedna samice je schopna vyprodukovat 10 000 až 40 000 jiker. Pohybem jejího těla vzniká několik jam, které následně zaplní vajíčky a zahrabe štěrkem. Samice se může třít s několika samci. Po vytření velká část samců hyne.
Z oplodněných vajíček se vylíhnou mladí lososi, kteří v místě narození žijí 1 až 2 roky (pro jižně umístěné řeky a oblast La Manche), v oblastech severní Evropy až 5 let. Těmto mladým lososům se říká „strdlice“. Mláďata mají do velikosti přibližně 15 cm na bocích velké tmavé skvrny s malými červenými tečkami. Po této době jsou mladí lososi připraveni na cestu do moře, kde stráví 1 až 3 roky života (vzácněji i déle), aby se zase mohli v době pohlavní dospělosti vrátit k vytření do rodných vod a tím uzavřít stále se opakující koloběh.

### Migrace
Tah lososů začíná nejednotně, což je nejspíše způsobeno rozdílnými vzdálenostmi jednotlivých řek od sebe.
K tomu, aby mohl losos přirozeně migrovat, je nutné, aby byly pro něj řeky splavitelné. Pro umožnění migrace se budují často speciální propusti na přehradách či schody, které umožňují rybě se přes umělou bariéru dostat. Lososi jsou známí tím, že jsou schopni vyskočit do značné výšky a tím se dostat přes překážku (např. vodopád).
Během migrace jsou schopni urazit vzdálenost až 4000 km a překonat bariéry, které jsou až 3 metry vysoké.

## Parazité a nemoci
- Argulus coregoni je parazit, který žije na kůži lososa.
- Lernaeopoda salmonea je parazit, který žije na žábrách lososa.
- Mezi endoparazity patří Bothriocephalus infundibuliformis, larva Scolex polymorphus, Ascaris clavata, Agamonema capsularia, Echinorhynchus pachysomus a tasemnice Tetrarhynchus macrobothrius.

### Gyrodactylus salaris
V současnosti[kdy?] se v Norsku u lososa obecného objevuje častý parazit Gyrodactylus salaris, který způsobuje velmi vysokou úmrtnost v populacích této ryby. Předpokládá se, že byl do Norska dovezen spolu s lososím potěrem. Má za následek značné decimování sádek a výskytu lososa v oblastech okolí řeky Rauma, Istra, Driva, Usma, Litledelselva a dalších. Při boji proti šíření tohoto parazita v Norsku jsou návštěvníci zasažených oblastí žádáni, aby důkladně očistili a dezinfikovali rybářské náčiní před tím, než se vydají rybařit do další oblasti.

## Hospodářské využití

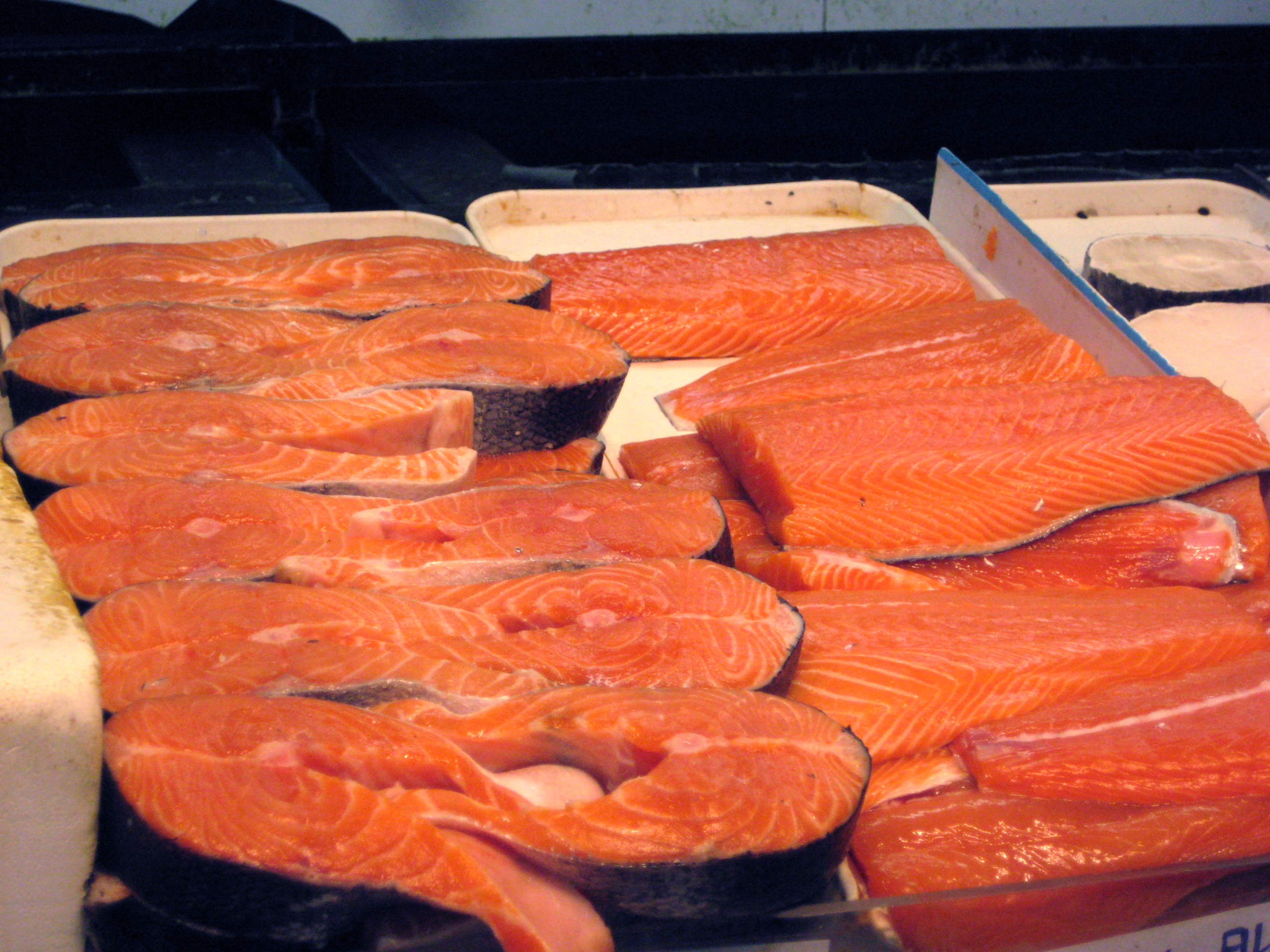
Maso lososa nakrájené na plátky

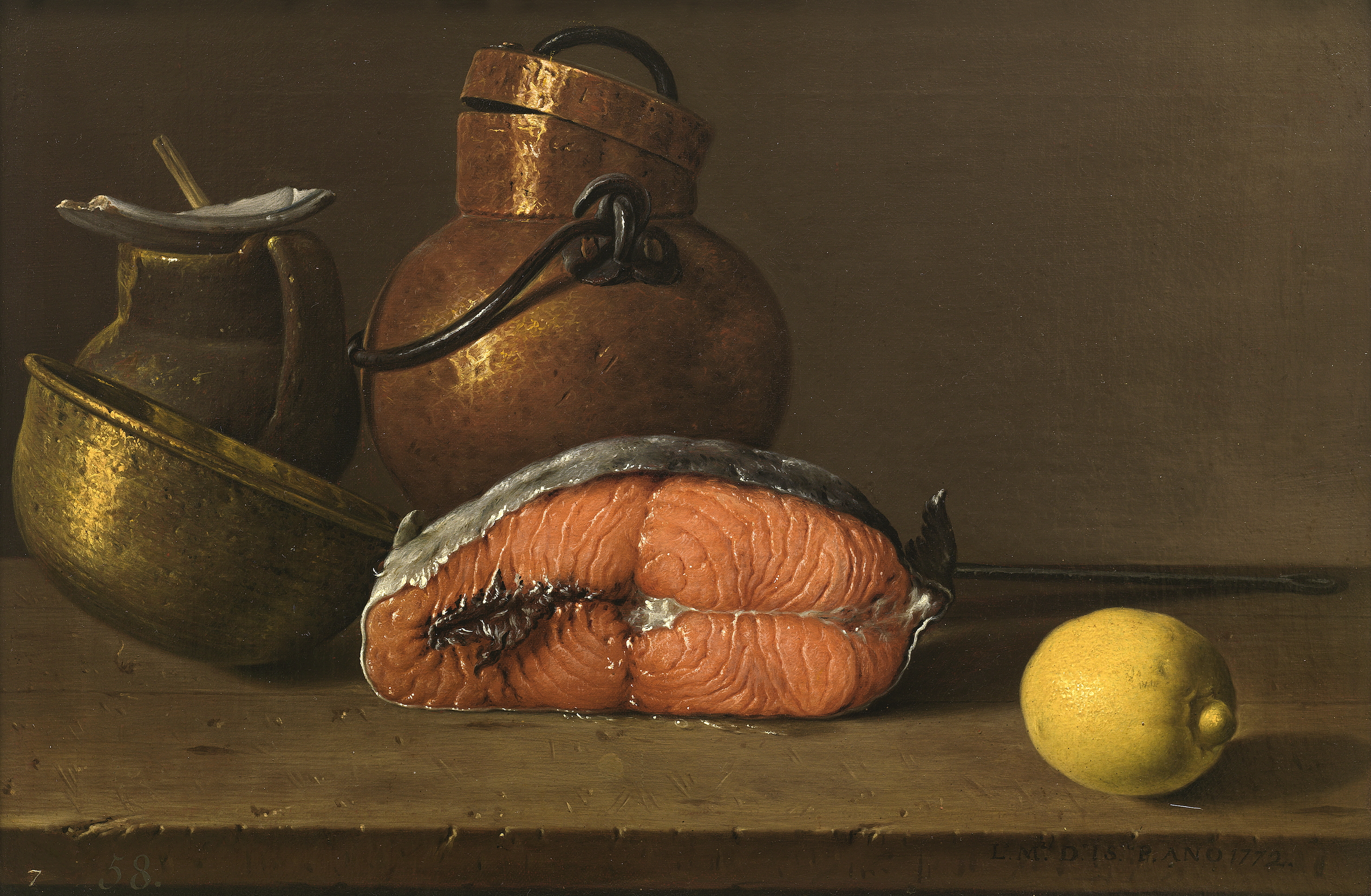
Luis Meléndez, Zátiší s lososem, citronem a třemi nádobami (1772)

Losos je hojně loven, a to jak průmyslově, tak i sportovními rybáři. Jeho maso je velmi ceněno a má typickou oranžovočervenou barvu za syrova, která se po uvaření mění dorůžova. Vedle rybolovu v přírodě je značná část lososího masa získávána na lososích farmách, kde jsou jedinci chováni pro maso. Na farmách se někdy k přibarvení masa přidávají do potravy barviva, např. kantaxantin.

### Historie rybolovu na Labi
Až do konce 19. století se jednalo na území Labe o významnou rybu, která byla hlavním úlovkem rybolovu na tomto území. Výlov lososů probíhal 2krát až 3krát do roka, a to v období února až března, od května do června a dále pak na podzim. Nadměrným rybolovem a přehrazováním řeky ale začala populace lososů v této oblasti postupně slábnout. Mezi lety 1883 až 1908 byly provedeny pokusy o stabilizaci a udržení populace umělým vysazováním plůdku v oblasti Karlových Varů. Úspěšnost tohoto konání potvrdily zvýšené úlovky v oblasti v následujících letech.
V roce 1915 se upustilo od budování umělých rybích přechodů na vodních dílech, což mělo značný negativní dopad na migrující populace lososa.

### Úprava
Losos se servíruje vařený nebo pečený. Velkou oblibu má také uzený losos, ale i tepelně neupravený jako suši.

## Nutriční parametry
Tabulka udává dlouhodobě průměrný obsah živin, prvků, vitamínů a dalších nutričních parametrů zjištěných v mase lososa.
| Složka          | Jednotka | Průměrný obsah | Prvek (mg/100 g) | Průměrný obsah | Složka (mg/100 g) | Průměrný obsah |
| --------------- | -------- | -------------- | ---------------- | -------------- | ----------------- | -------------- |
| voda            | g/100 g  | 67,2           | Na               | 45             | vitamin C         | stopy          |
| bílkoviny       | g/100 g  | 20,2           | K                | 360            | vitamin D         | 5–20           |
| tuky            | g/100 g  | 6–23           | Ca               | 21             | vitamin E         | 1,91           |
| cukry           | g/100 g  | 0              | Mg               | 27             | vitamin B6        | 0,75           |
| celkový dusík   | g/100 g  | 3,23           | P                | 250            | vitamin B12       | 0,004          |
| vláknina        | g/100 g  | 0              | Fe               | 0,4            | karoten           | stopy          |
| mastné kyseliny | g/100 g  | 9,5            | Cu               | 0,03           | thiamin           | 0,23           |
| cholesterol     | mg/100 g | 50             | Zn               | 0,6            | riboflavin        | 0,13           |
| Se              | mg/100 g | 0,026          | I                | 0,037          | niacin            | 7,2            |
| energie         | kJ/100 g | 750            | Mn               | 0,02           | Cl                | 58             |